# Himna
Himna (tudi hvalnica; grško θιμνος himnos - napev) je neke vrsta oda. Lahko je spesnjena v antičnih umetnih kiticah, dostikrat tudi v ambrozijanskih. V novejšem času ima tako kakor oda navadno predpisano vsebino.
Himne so lahko nabožne ali posvetne. Nabožne dajejo duška religioznemu čustvovanju in imajo značaj molitve, posvetne bude narodna in domoljubna čustva. Oboje so napisane za množico, namenjene so zborovskemu petju in od nekdaj so jih peli stoje.
Pri Grkih je himna povzdigovala poganske bogove in junake. Krščanstvo je prevzelo himno kot spev v časti in slave krščanskemu Bogu ali svetnikom. Za očeta latinske cerkvene himne velja škof Ambrozij. Med poznejšimi avtorji himn so znani pri Nemcih Freidrich Gottlieb Klopstock, pri Italijanih Alessandro Francesco Tommaso Manzoni, pri Črnogorcih Petar Petrović Njegoš, pri Hrvatih Petar Preradović.
V novejšem času so se zlasti razširile državne in narodne himne. Vsaka država in vsak narod jo ima. Take himne opevajo domoljubje in vdanost domovini in državi.
Včasih nastane himna kot izraz pripadnosti kakemu skupinskemu gibanju. Tako je leta 1792 nastala francoska pesem revolucije »Marseljeza« (»Allons, enfants de la patrie« - Naprej otroci domovine); njen avtor Rouget de Lisle jo je namenil francoski vojski na nemških mejah. Podobno je nastala »Internacionala«, mednarodna himna delavskega gibanja, ki jo je leta 1871 napisal francoski delavec Eugene Pottier, uglasbil pa 1888 prav tako francoski delavec Pierre Degeyter.
Leta 1834 je Samo Tomašik v Pragi zložil himno »Hej Slováci«, ki se je kmalu spremenila v »Hej Slovani« in postala vseslovanska himna. Na Slovenskem je po spremenjenem besedilu hrvaškega pesnika Vladimirja Nazorja in v prevodu Mileta Klopčiča ponovno zaživela v bivši Socialistična federativna republika Jugoslavija kot državna himna. Prvo slovensko himno Naprej zastava slave pa je na besedilo Simona Jenka uglasbil Davorin Jenko.